# Batra al-Kusa
Batra al-Kusa (arab. بترا الكوسة) – wieś w Syrii, w muhafazie Aleppo, w dystrykcie Dżarabulus. W 2004 roku liczyła 417 mieszkańców.